# Rose Bengale
Le rose Bengale est un composé chimique dérivé de la fluorescéine utilisé comme colorant. Utilisé notamment en collyre, il permet de visualiser les lésions éventuelles de la cornée. On l'utilise également pour tester l'activité du foie.
Selon des études récentes, le rose bengale stimulerait le système immunitaire et pourrait réduire le risque de certains cancers.
Le rose bengale est également utilisé en médecine vétérinaire pour le diagnostic de la brucellose, une zoonose bactérienne causée par  brucella abortus, brucella melitensis ou brucella suis. Le test au rose bengale est une technique d’agglutination sur lame visant la détection d’anticorps anti-Brucella dans le sérum de l'animal. 